# Giovanni Antonio Magini

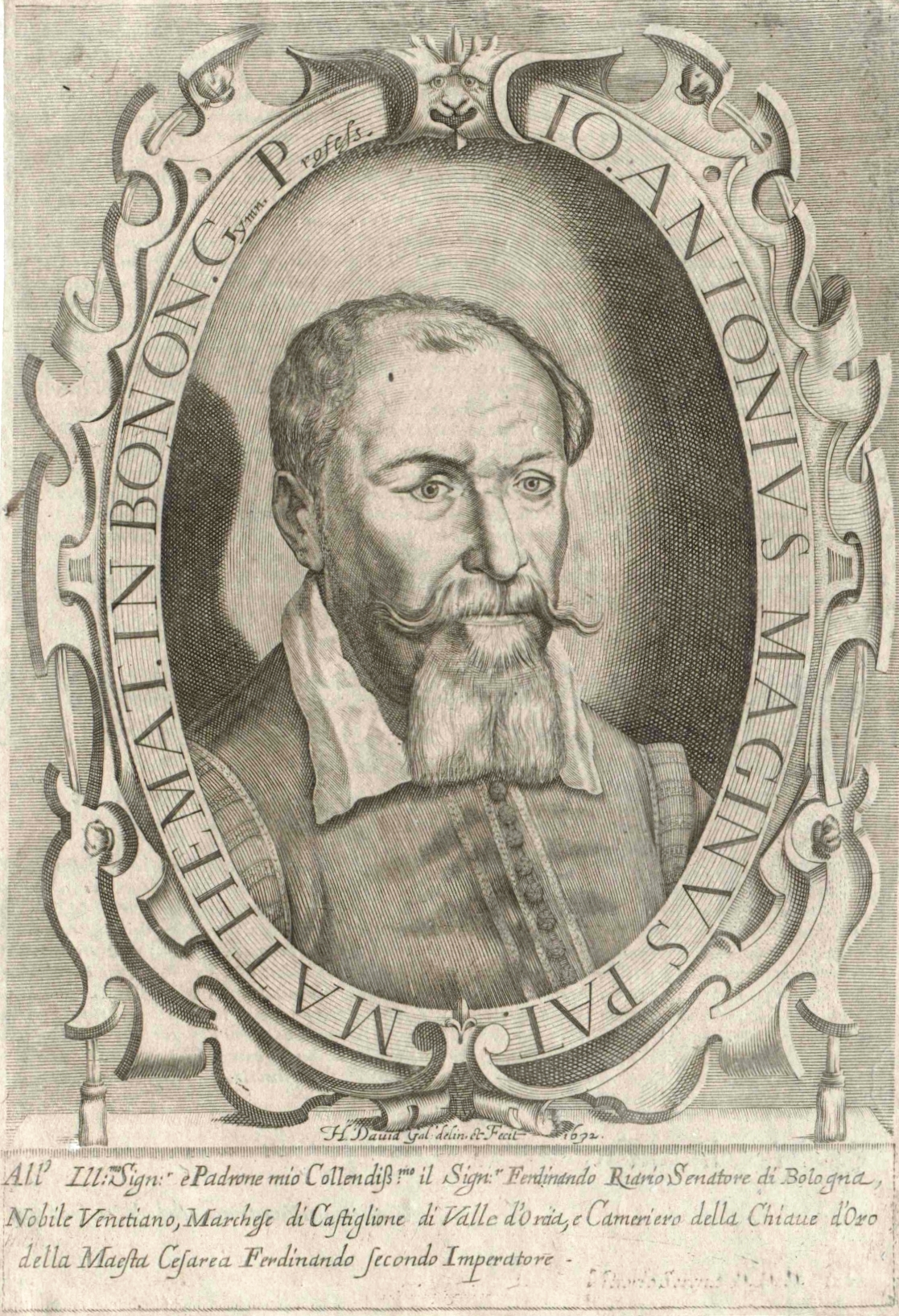
Giovanni Antonio Magini

Giovanni Antonio Magini (* 13. Juni 1555 in Padua; † 11. Februar 1617 in Bologna) war ein italienischer Astronom und Mathematiker.

## Leben
Magini studierte bis zum Jahr 1579 in Bologna Philosophie, später widmete er sich der Astronomie. Im Jahr 1582 veröffentlichte er die Arbeit Ephemerides coelestium motuum, die ein Jahr später ins Italienische übersetzt wurde.
Magini wurde 1588 Professor für Mathematik an der Universität Bologna.
Im Jahr 1592 veröffentlichte er De Planis Triangulis, wo er die Benutzung der Quadranten beschrieb. Im Jahr 1607 veröffentlichte er die astrologische Arbeit De astrologica ratione.
Magini erstellte ebenfalls einen Atlas von Italien (Atlante geografico d'Italia), welcher jedoch erst im Jahr 1620 von seinem Sohn veröffentlicht wurde.
Im Jahre 1935 wurde der Mondkrater Maginus nach ihm benannt.

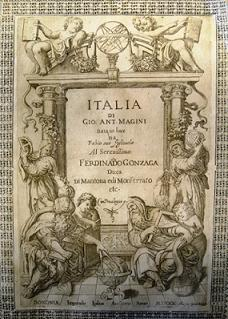
Atlas von Magini
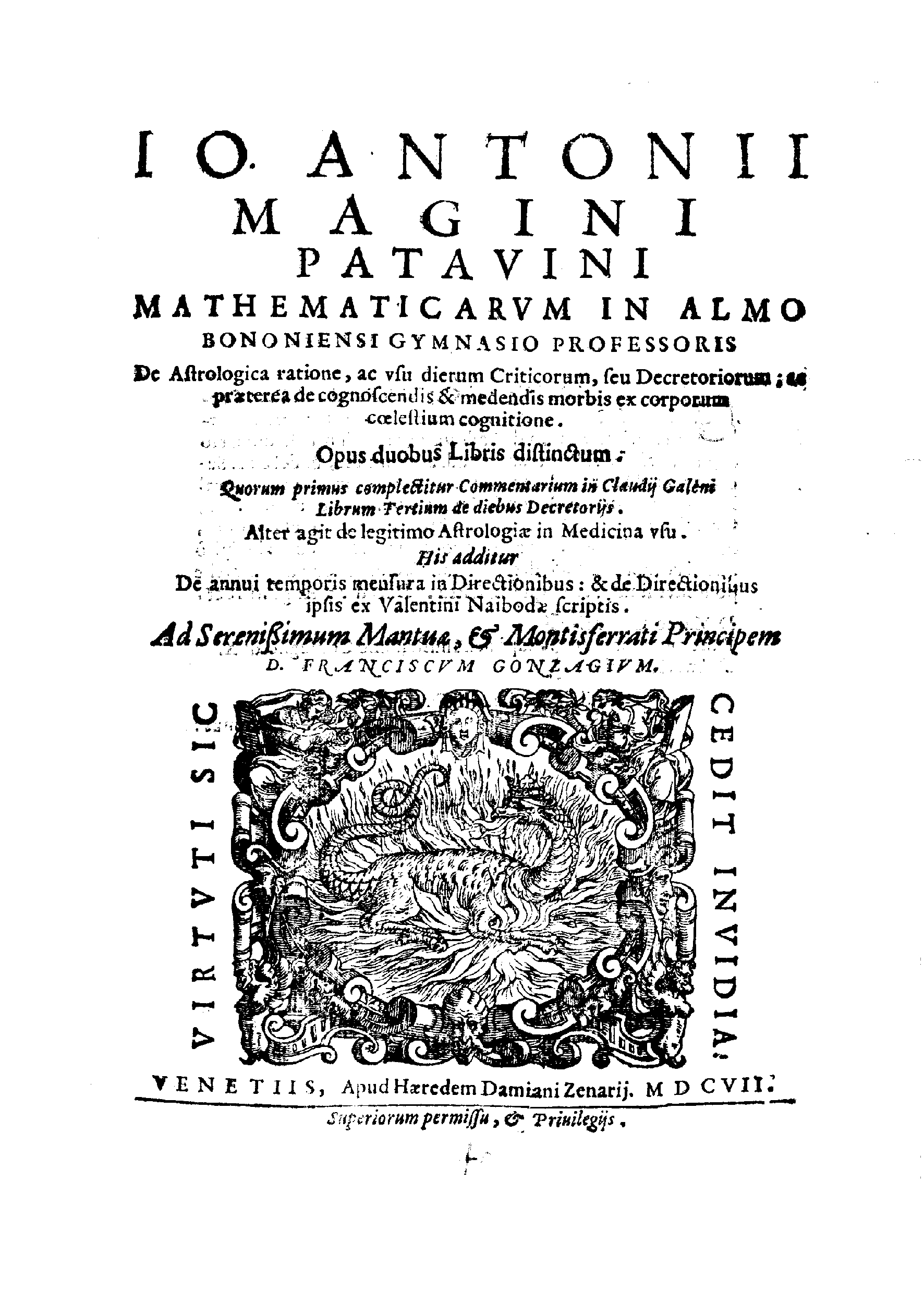
De astrologica ratione, 1607